# Rue Taison
La rue Taison, est une rue du centre-ville de Metz.

## Situation et accès
La rue Taison est l'une des rues piétonnes de Metz-Centre. Pentue, elle permet de rejoindre En Fournirue à la place Sainte-Croix et la rue du Haut-de-Sainte-Croix.

## Origine du nom
Le nom de Taison serait une déformation de « statio » qui était un relais de poste à l'époque romaine.
Toutefois une légende raconte que Clément, descendant la colline Sainte-Croix pour terrasser le Graoully, imposa le silence aux messins en leur disant « Taisons-nous », afin de ne pas réveiller le monstre symbole du paganisme. Cette histoire donna son nom à la rue Taison.

## Historique
Le site primitif de Metz s'est établi sur la colline Sainte-Croix où l'on a découvert les plus anciennes traces d'occupation humaine remontant à plus de 3 000 ans.
L'oppidum gaulois est pendant la Pax Romana la cité principale du territoire occupé par le peuple gaulois des Médiomatriques. 

Pendant l'Antiquité, la rue Taison était l'un des carrefours majeurs de Divodurum Mediomatricorum. C'est ici se croisaient le cardo maximus (actuelle rue Serpenoise) et le decumanus maximus (actuelle En Fournirue), la route de la Germanie, qui parcourait alors tout l'Empire romain qui reliaient Marseille à Trèves.

Ainsi des édifices publics s'élèvent à proximité comme le forum et les thermes.

Face aux invasions barbares, Metz s'entoure d'une enceinte fortifiée puis les Francs en font la capitale du royaume d'Austrasie et les églises et monastères s'y installent permettant à la cité de se développer.

Au XIIIe siècle son statut de république d'Empire lui permet de profiter d'une grande prospérité grâce au commerce et aux échanges. Intégrée dans le royaume de France après le siège de 1552, elle devient la première place forte de l’État.

## Bâtiments remarquables et lieux de mémoire
- Église Sainte-Croix, détruite en 1816, qui était située à l'angle de la rue Taison et de la rue des Écoles